# Eddie Vedder
Eddie Vedder, egentligen Edward Louis Severson III, född 23 december 1964 i Evanston, Illinois, är en amerikansk sångare, gitarrist och låtskrivare i bandet Pearl Jam. Hans ovanliga röst har gjort att musikkritiker har klassat honom som en av 1990-talets bästa sångare.

## Barndom och tidigt liv
Eddie Vedder föddes och växte upp i Evanston, Illinois utanför Chicago. Hans föräldrar skilde sig när han var ett år gammal och efter det gifte hans mor om sig med Peter Mueller. I mitten av 1970-talet flyttade familjen till San Diego, Kalifornien. När Eddie Vedder fyllde 12 år fick han en gitarr och han började snart ägna sig åt musik. Eddies mor och styvfar skilde sig när han var i sena tonåren varpå modern och hans tre halvbröder flyttade tillbaka till Chicago. Själv stannade han kvar hos sin styvfar i Kalifornien för att slippa byta high school. Det var vid den här tiden han fick reda på sanningen om sina föräldrar, att Mueller, som Eddie trodde var hans riktiga far, var hans styvfar. Detta gjorde att hans redan ansträngda relation till styvfadern blev ännu sämre och till slut slutade han skolan och flyttade hem till familjen i Chicago igen. Han bytte också namn till Eddie Vedder, Vedder var hans moders flicknamn. I Pearl Jams sång Alive skriver han om en man som, likt honom själv, vuxit upp ovetandes om att den han tror är hans riktiga far i själva verket är hans styvfar. 
1984 flyttade han tillbaka till San Diego med sin flickvän Beth Liebling. Han spelade in demos hemma och hade en rad olika arbeten, bland annat som nattanställd på en bensinmack och som säkerhetsvakt på ett hotell. Han blev så småningom även sångare i San Diego-bandet Bad Radio. Under hans tid i Bad Radio spelade man in två demokassetter. De var även ett populärt liveband.
Vedder lämnade Bad Radio 1990 och kort därefter fick han en demo av sin vän Jack Irons, trummis i Red Hot Chili Peppers. Irons hade fått demon, som innehöll musik men ingen sång, av ett Seattlebaserat band som sökte sångare. Vedder gillade låtarna, skrev text till tre av dem, spelade in och skickade tillbaka demon. Seattlebandet gillade hans texter och sång och flög dit honom för att provspela med bandet, snart därefter var han medlem i vad som senare skulle bli Pearl Jam. De låtar Vedder hade spelat in var "Alive", "Once" och "Footsteps". De är skrivna som en miniopera som är känd som "Momma-son trilogin" bland fansen och handlar om en ung man märkt av sin fars död och sin mors utnyttjande av honom ("Alive"). Mannen växer upp och blir en seriemördare ("Once") för att sedan hamna i fängelse och bli dömd till döden ("Footsteps").

## Pearl Jam
Eddie Vedders första uppdrag med Pearl Jam blev att hjälpa till med inspelningen av Temple of the Dog, ett hyllningsalbum till nyss avlidna Andrew Wood, sångare i Mother Love Bone. På albumet medverkar både medlemmar från Pearl Jam och Soundgarden.
Förutom att sjunga så spelar Vedder gitarr på många av Pearl Jams låtar och även andra instrument som ukulele, trummor, koskälla, dragspel, munspel och tamburin. Han har även hjälpt till att designa turnéaffischer och liknande, då under pseudonymen Jerome Turner eller Wes C. Addle (West Seattle).
Vedder är främst känd för sin speciella sångröst men också för att han inte är rädd för att göra sin röst hörd i politiska frågor. Under Pearl Jams MTV Unplugged-spelning ställde han sig upp på stolen, tog fram en spritpenna och skrev PRO-CHOICE på sin arm med stora bokstäver. Pro-Choice är en term som används i politiska sammanhang för kvinnors rättighet till abort och utspelet skapade stor uppmärksamhet. 
Vedder var en uttalad motståndare till USA:s president George W. Bush, vilket han ofta påpekar för publiken under konserter. Under 2004 deltog Pearl Jam i Vote for Change-turnén i USA, en turné där musikartister uppmanade folk att rösta emot Bush. När Pearl Jam framför låten "Bu$hleaguer" har han ofta med sig en mask föreställande George W. Bush som han sjunger om.
Det är inte ovanligt att Vedder agerar "förförband" på Pearl Jams konserter när han, innan förbandet går på, går ut på scenen med en gitarr eller ett munspel och spelar en eller ett par låtar för att få igång publiken.

## Övrig musik

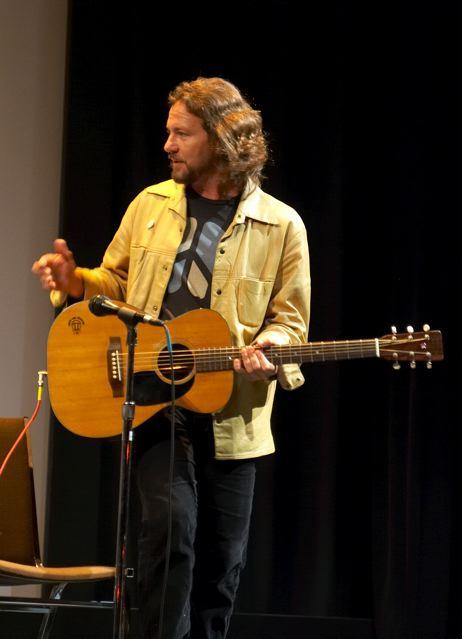
Vedder framträder vid premiären för filmen Body of War 2007.

Förutom att spela med Pearl Jam har Vedder uppträtt och/eller spelat in med ett stort antal välkända artister bland andra Bruce Springsteen, U2, Tom Petty, Neil Young, Crowded House, Robert Plant, Bad Religion, R.E.M., Rolling Stones, The Strokes, Jack Johnson, My Morning Jacket, Kings of Leon, Sonic Youth, The Who, Ramones, Ben Harper, Cat Power, Viktor Buchheim and Martin Lippman och även Peter Frampton.
Vedder gjorde soundtracket till filmen Into the Wild från 2007.
Vedder medverkade 2012 på komikern Jimmy Fallons album Blow Your Pants Off, som vann en Grammy samma år i kategorin "Bästa Komedialbum".

## Influenser
Bland Pearl Jams fans finns det många som hävdar att ett antal artister försökt imitera Vedders sångstil sedan Pearl Jam slog igenom i början av 1990-talet. Bland dem som pekats ut finns sångarna i Stone Temple Pilots, Creed, Puddle of Mudd och Nickelback.
Eddie Vedder anger själv att han influerats av The Beatles, Bruce Springsteen, John Mellencamp, Led Zeppelin, Aerosmith, U2, the Who, Pink Floyd, the Jackson 5, Frank Zappa, Tom Petty and the Heartbreakers, Elvis Costello, Talking Heads, Sonic Youth, Fugazi, Tom Waits, Huey Lewis, Bob Dylan och the Pixies.

## Personligt
1994 gifte sig Vedder med flickvännen Beth Liebling, ett äktenskap som höll till 2000 då de skilde sig. Efter en mångårig relation gifte sig Vedder den 18 september 2010 med fotomodellen Jill McCormick. De har två döttrar, Olivia (född 11 juni 2004) och Harper Moon (född 23 september 2008) tillsammans.
Vedder är nära vän med The Whos gitarrist och låtskrivare Pete Townshend och han var även nära vän med Ramonesgitarristen Johnny Ramone. Eddie Vedder fanns vid dennes sida när han gick bort 2004.
Eddie Vedder gillar att surfa och han har berättat att han fick idén till texterna på demokassetten han skickade till bandet 1990 när han var ute och surfade. 
Eddie Vedder har gått ut offentligt med att han är ateist. Han är också vegetarian.